# Arkadiusz Mularczyk
Arkadiusz Mularczyk (Racibórz, 1971. február 4. –) lengyel politikus és ügyvéd. 2005. szeptember 25-én választották be a lengyel parlamentbe (Sejm), miután a 14-es Nowy Sącz választókörzetben 9566 szavazatot kapott. 2011. november 4-én 15 társával együtt kiállt az európai parlamenti frakcióból kitett Zbigniew Ziobroért, kiléptek a pártból és megalapították a Solidarna Polska frakciót.